# Дирсеу-Арковерди

Дирсеу-Арковерди на карте штата.

Дирсеу-Арковерди (порт. Dirceu Arcoverde) — муниципалитет в Бразилии, входит в штат Пиауи. Составная часть мезорегиона Юго-запад штата Пиауи. Входит в экономико-статистический микрорегион Сан-Раймунду-Нонату. Население составляет 6675 человек на 2010 год. Занимает площадь 1017,057 км². Плотность населения — 6,56 чел./км².

## Демография
Согласно сведениям, собранным в ходе переписи 2010 г. Национальным институтом географии и статистики (IBGE), население муниципалитета составляет:
| Полное население                               | Полное население                               | Полное население                               | Полное население                               | 6675  |
| ---------------------------------------------- | ---------------------------------------------- | ---------------------------------------------- | ---------------------------------------------- | ----- |
| в том числе:                                   | Городское население                            | 2369                                           | Процент городского населения, %                | 35,49 |
|                                                | Сельское население                             | 4306                                           | Процент сельского населения, %                 | 64,51 |
|                                                | Мужское население                              | 3403                                           | Процент мужского населения, %                  | 50,98 |
|                                                | Женское население                              | 3272                                           | Процент женского населения, %                  | 49,02 |
| Плотность населения, чел/км²                   | Плотность населения, чел/км²                   | Плотность населения, чел/км²                   | Плотность населения, чел/км²                   | 6,56  |
| Население муниципалитета в % к населению штата | Население муниципалитета в % к населению штата | Население муниципалитета в % к населению штата | Население муниципалитета в % к населению штата | 0,21  |

По данным оценки 2016 года, население муниципалитета составляет 6862 жителя.

## Статистика
- Валовой внутренний продукт на 2003 год составляет 8 994 133,00 реалов (данные: Бразильский институт географии и статистики).
- Валовой внутренний продукт на душу населения на 2003 год составляет 1486,63 реалов (данные: Бразильский институт географии и статистики).
- Индекс развития человеческого потенциала на 2000 год составляет 0,620 (данные: Программа развития ООН).